# Steven Kanumba
 (septembre 2012).
Si vous disposez d'ouvrages ou d'articles de référence ou si vous connaissez des sites web de qualité traitant du thème abordé ici, merci de compléter l'article en donnant les références utiles à sa vérifiabilité et en les liant à la section « Notes et références ».
Steven Charles Kanumba, né le 8 janvier 1984 à Shinyanga en Tanzanie et mort le 7 avril 2012 à Dar es Salaam en Tanzanie, est un réalisateur et acteur tanzanien. Kanumba meurt en 2012 à l'âge de 28 ans et 20 000 personnes ont assisté à ses funérailles (certaines sources[Lesquelles ?] ont estimé au total à 30 000). Il a été décrit comme « Star du cinéma plus populaire de la Tanzanie »[réf. nécessaire] et est apparu dans des films de Nollywood.

## Jeunesse
Kanumba naît dans une famille Sukuma dans la région de Shinyanga, Tanzanie. Son père est Charles Kanumba et sa mère Flora Mutegoa. Kanumba a deux sœurs plus âgées. Kanumba commence ses études à l'école primaire Bugoyi et poursuit ses études secondaires à l'école secondaire Mwadui, transféré plus tard à l'école secondaire Vosa Mission. Il parle couramment trois langues : Swahili, Sukuma et en anglais.

## Carrière
Kanumba commence à agir dans les années 1990 dans les églises. En 2002, il rejoint le groupe de théâtre Kaole Arts Group. Il apparaît dans les soap opera Jahazi et Dira' et fait ses débuts au cinéma dans Haviliki. En 2006, il apparaît dans Dar 2 Lagos, un film réalisé par jeu de Mtitu qui utilise des acteurs tanzaniens et nigérians et l'équipe. Il apparaît dans des films tels que This Is It et Amour Gamble. En 2009, il est vedette invitée sur Big Brother Africa 4.
Peu de temps avant sa mort, il se préparait pour son premier film hollywoodien.

## Mort
Kanumba est mort après une chute dans sa chambre le 7 avril 2012. Sa petite amie de 17 ans, Elizabeth « Lulu » Michael Kimemeta, a été interrogée et accusée. Kanumba inconscient est transporté à l'Hôpital National de Muhimbili où il est déclaré mort. Ses funérailles ont attiré quelques dizaines de milliers de personnes, y compris la première Dame de Tanzanie, Salma Kikwete, le Vice Président, le Dr Mohamed Gharib Bilal et le ministre de la culture et du sport, Emmanuel Nchimbi. Il est enterré au cimetière de Kinondoni.

## Films

### Comme acteur
- 'Haviliki'
- 'Neno'
- 'Ulingo'
- 'Riziki'
- 'Sikitiko Langu'
- 'Dangerous Desire'
- 'My Sister'
- 'Penina'
- 'Cross My Sin'
- 'A Point Of No Return'
- 'The Lost Twins'
- 'The Stolen Will'
- 'Village Pastor'
- 'Magic House'
- 'Oprah'
- 'Red Valentine
- Family Tear
- The Movie’s Director
- Fake Smile
- Unfortunate Love
- Hero Of The Church
- Saturday Morning
- Shauku
- " The Break"
- Crazy Love
- 2006 Johari
- 2006 Dar 2 Lagos
- 2010 More Than Pain
- 2010 Young Billionare
- 2010 Uncle JJ
- 2010 This Is It
- 2010 Off Side
- 2011 Deception
- 2011 Devil Kingdom

2011 The Shock
- 2011 Moses

Dar to Lagos

## Comme réalisateur
- 'Mr Bahili'
- 'Kaka Benny'
- 'Lango La Jiji'
- 'Papara'
- 'Super Model'
- 2010 'Young Billionare'
- 2010 'More Than Pain'
- 2010 'Uncle JJ'
- 2010'This Is It'
- 2011 'Deception'
- 2011 'Devil Kingdom'
- 2011 'The Shock'
- 2011 'Moses'
- 2011"William Richard Souprano"